# Велике Туманово
Велике Туманово (рос. Большое Туманово) — село в Арзамаському районі Нижньогородської області Російської Федерації.
Населення становить 941 особу. Входить до складу муніципального утворення Большетумановська сільрада.

## Історія
Від 2009 року входить до складу муніципального утворення Большетумановська сільрада.

## Населення
| 1999 | 2002  | 2010 |
| ---- | ----- | ---- |
| 1139 | ↘1053 | ↘941 |